# الإجهاض في موناكو
يُسمح بالإجهاض في موناكو فقط في حالات الاغتصاب أو تشوه الجنين أو المرض أو الخطر المميت على الأم .[بحاجة لمصدر] صدر أحدث تشريع للإجهاض في 8 نيسان 2009؛ قبل ذلك, كان لدى موناكو واحد من أكثر قوانين الإجهاض صرامة في أوروبا, وكان يسمح بإجراء هذا الإجراء فقط إذا كان هناك خطر وفاة الأم.
قانون الإجهاض السابق, من عام 1967, حظر الإجهاض تحت أي ظرف من الظروف, لكن قضايا القانون الجنائي السابقة وافقت على أن الإجهاض مقبول إذا كان ينقذ حياة الأم. بموجب القانون القديم, كانت النساء اللاتي يخضعن لعمليات إجهاض غير قانونية تخضع لعقوبة سجن تصل إلى ثلاث سنوات, مع تعرض مقدم خدمات الإجهاض لعقوبة سجن تصل إلى خمس سنوات. إذا كان مقدم الإجهاض يعمل في مهنة الطب, فسيتم سلبه من حقه في ممارسة الطب.
في حين أن الإجهاض قانوني جزئيًا في موناكو, فإن موناكو نفسها محاطة من ثلاث جهات بفرنسا, حيث الإجهاض قانوني تمامًا ومتاح عند الطلب.